# ガブリエウ・ドス・サントス・マガリャンイス
ガブリエウ（Gabriel）またはガブリエウ・マガリャンイス（Gabriel Magalhães）こと、ガブリエウ・ドス・サントス・マガリャンイス（ポルトガル語: Gabriel dos Santos Magalhães、1997年12月19日 - ）は、ブラジル・サンパウロ州ピリトゥバ出身のサッカー選手。アーセナルFC所属。ブラジル代表。ポジションはディフェンダー。

## クラブ歴
アヴァイFCでプロ初出場。2017年にリーグ・アンのリールに移籍。同年にトロワACに期限付き移籍。2018年にNKディナモ・ザグレブに期限付き移籍。2019年にリールに復帰し、初めてレギュラーとして活躍した。
2020年9月1日、アーセナルFCと長期契約を締結した。背番号は6番。同年9月12日、2020-21シーズンの開幕戦であるフラムFC戦でアーセナルでの初出場初先発をした。さらにこの試合でウィリアンのコーナーキックをヘディングで押し込みアーセナルでの初得点も決めてデビュー戦でマン・オブ・ザ・マッチを獲得する活躍をした。加入直後から低迷するチームの中で安定して活躍を続け、サポーターの投票で決めるアーセナルの月間最優秀選手に9月、10月、11月と3ヶ月連続で選出された。
2022年1月1日、プレミアリーグのマンチェスター・シティ戦において後半57分に審判への抗議でイエローカードを提示された後、59分に裏のスペースへ抜けようとしたガブリエウ・ジェズスを倒してしまい2枚目のイエローカードを提示され累積で退場処分を受けた。
2022年10月21日、アーセナルと契約延長したことが公式発表された。
2024年8月20日、2023-24シーズンのPFA年間ベストイレブンに選出された。チームメイトのマルティン・ウーデゴール、デクラン・ライス、ダビド・ラヤ、ウィリアン・サリバもともに選出されており無敗優勝時代に次ぐ多さでアーセナルから5人の選出となった。
2025年6月6日、アーセナルと契約延長したことが公式発表された。

## 代表歴
2017年 南米ユース選手権に選出されたが、翌年のU-20ワールドカップの出場権を逃した。
2021年6月17日、新型コロナウイルス感染拡大の影響により1年延期となった2020東京オリンピックに参加するブラジル代表U-24に選出された。しかし、同年7月6日、右膝を負傷したため大会前にチームから離脱することが発表された。復帰まで約2ヶ月を要することとなった。同年11月8日、ブラジルA代表に追加で初招集された。2023年9月8日、2026ワールドカップ予選のボリビア代表戦で先発出場しブラジルA代表デビューを飾った。同年10月12日、2026ワールドカップ予選のベネズエラ代表戦でコーナーキックにヘディングで合わせて代表初ゴールを決めた。

## エピソード
2021年8月、友人とともに強盗被害にあった。自宅ガレージで車から降車したところを裕福そうだと思い後ろをつけてきていた2人組が侵入。車の鍵、スマホ、時計等を要求してきたがバットを持った相手に対して素手で応戦して撃退した。
2022年3月30日から31日にかけてパートナーが娘のマヤを出産したことをSNSで発表した。
2022年10月9日、プレミアリーグのリヴァプールFC戦においてガブリエウがジョーダン・ヘンダーソンから人種差別的な発言を受けたとして小競り合いに発展した。主審が事態を把握して両チームの監督に事情を説明する事態となった。試合後、FAはこの件に関して調査を行うと発表。当事者双方とこの騒動のとき付近にいた6人の選手への聞き取り、様々な角度によるビデオ映像の確認、言語学の専門家による読唇術の証拠などの調査を行った結果、問題の発言の確認は出来なかったとしていかなる処分も下さないとFAは公式発表した。

## タイトル

### クラブ
アーセナルFC
- FAコミュニティ・シールド：1回 (2023)

### 個人
- PFA年間ベストイレブン: 1回 (2023-24)

## 個人成績
2023-24シーズン終了時点
| クラブ             | シーズン     | リーグ戦       | リーグ戦 | リーグ戦 | 国内カップ | 国内カップ | リーグカップ | リーグカップ | 国際大会 | 国際大会 | その他 | その他 | 合計 | 合計 |
| クラブ             | シーズン     | ディビジョン   | 出場     | 得点     | 出場       | 得点       | 出場         | 得点         | 出場     | 得点     | 出場   | 得点   | 出場 | 得点 |
| ------------------ | ------------ | -------------- | -------- | -------- | ---------- | ---------- | ------------ | ------------ | -------- | -------- | ------ | ------ | ---- | ---- |
| アヴァイ           | 2016         | セリエB        | 21       | 1        | 4          | 0          | -            | -            | -        | -        | 14     | 1      | 39   | 2    |
| アヴァイ           | 通算         | 通算           | 21       | 1        | 4          | 0          | -            | -            | -        | -        | 14     | 1      | 39   | 2    |
| リール             | 2016-17      | リーグ・アン   | 1        | 0        | 0          | 0          | 0            | 0            | 0        | 0        | 0      | 0      | 1    | 0    |
| リール             | 通算         | 通算           | 1        | 0        | 0          | 0          | 0            | 0            | 0        | 0        | 0      | 0      | 1    | 0    |
| トロワ             | 2017-18      | リーグ・アン   | 1        | 0        | 2          | 0          | 1            | 0            | -        | -        | 0      | 0      | 4    | 0    |
| トロワ             | 通算         | 通算           | 1        | 0        | 2          | 0          | 1            | 0            | -        | -        | 0      | 0      | 4    | 0    |
| ディナモ・ザグレブ | 2017-18      | プルヴァHNL    | 1        | 0        | 0          | 0          | -            | -            | -        | -        | 0      | 0      | 1    | 0    |
| ディナモ・ザグレブ | 通算         | 通算           | 1        | 0        | 0          | 0          | -            | -            | -        | -        | 0      | 0      | 1    | 0    |
| リール             | 2018-19      | リーグ・アン   | 14       | 1        | 2          | 0          | 1            | 0            | -        | -        | 0      | 0      | 17   | 1    |
| リール             | 2020-21      | リーグ・アン   | 24       | 1        | 1          | 0          | 3            | 0            | 6        | 0        | 0      | 0      | 34   | 1    |
| リール             | 通算         | 通算           | 38       | 2        | 3          | 0          | 4            | 0            | 6        | 0        | 0      | 0      | 51   | 2    |
| アーセナル         | 2020-21      | プレミアリーグ | 23       | 2        | 1          | 0          | 2            | 0            | 6        | 1        | 0      | 0      | 32   | 3    |
| アーセナル         | 2021-22      | プレミアリーグ | 35       | 5        | 0          | 0          | 3            | 0            | -        | -        | -      | -      | 38   | 5    |
| アーセナル         | 2022-23      | プレミアリーグ | 38       | 3        | 2          | 0          | 1            | 0            | 7        | 0        | -      | -      | 48   | 3    |
| アーセナル         | 2023-24      | プレミアリーグ | 36       | 4        | 1          | 0          | 2            | 0            | 10       | 0        | 1      | 0      | 50   | 4    |
| アーセナル         | 通算         | 通算           | 132      | 14       | 4          | 0          | 8            | 0            | 23       | 1        | 1      | 0      | 168  | 15   |
| キャリア通算       | キャリア通算 | キャリア通算   | 194      | 17       | 13         | 0          | 13           | 0            | 29       | 1        | 2      | 0      | 263  | 19   |